# 安田司
安田 司（やすだ つかさ、1999年3月28日 - ）は、ジャパンラグビーリーグワンレッドハリケーンズ大阪に所属するラグビー選手。

## プロフィール
- 大阪府出身[1]。
- ポジションはフランカー(FL)、ナンバーエイト(No.8)。
- 身長 180 cm、体重 104 kg
- 愛称はガチャ。

## 略歴
2017年、常翔学園高校卒業後、帝京大学に入る。なお常翔学園高校時代、高校日本代表候補に選ばれたことがある。
2021年、帝京大学卒業後、NTTドコモレッドハリケーンズ(現・レッドハリケーンズ大阪)に加入。
2022年2月6日に行われたJAPAN RUGBY LEAGUE ONE第5節東京サンゴリアス戦にて先発出場で公式戦初出場を果たした。